# 澧阳郡
澧阳郡，中国隋朝时设置的郡。
大业初改澧州置，治所在澧阳县（今湖南省澧县东南，唐移治今澧县）。辖境相当今湖南省澧水流域（溇水上游除外）。唐朝武德四年（621年）改澧州。天宝元年（742年）复改澧阳郡。下辖澧阳县、安乡县、石门县、慈利县。乾元元年（758年）又改澧州。 
唐朝澧阳郡太守
- 袁复（天宝年间）
- 赵良弼（天宝、至德年间）